# Йосиф Дробоніку
Йосиф Дробоніку (алб. Josif Droboniku; *25 грудня 1952, Фієрі — 6 лютого 2020) — албанський художник, автор мозаїк.